# Netgewelf

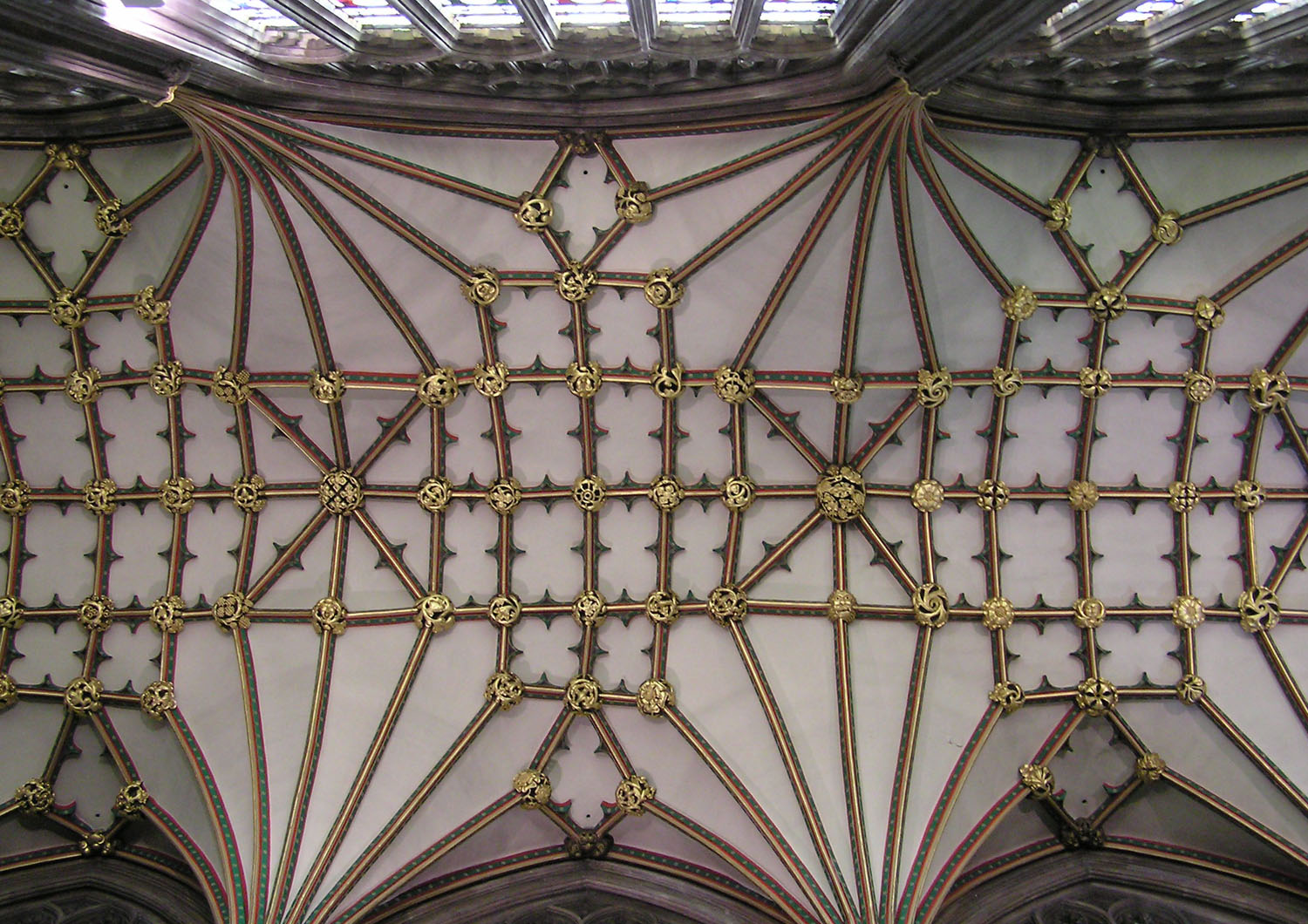
Voorbeeld van een netgewelf

Een netgewelf is een gewelf met vele, elkaar kruisende ribben.
Het netgewelf is gebaseerd op het kruisribgewelf, maar heeft ook ribben die enkel als decoratie dienen.
Netgewelven zijn een type ribgewelf, waarbij een deel van de ribben een dragende functie heeft.